# Кримська евакуація
При цьому оголошую для відома і точного виконання наказ Головнокомандувача Російської Армії від 29 жовтня No 0010230:
 "У разі залишення Криму забороняю будь-яке псування або знищення казенного чи громадського майна, бо таке належить російському народові".
Кримська, або Севастопольська евакуація, також Російський вихід (13—16 листопада 1920 року) — подія Громадянської війни в Росії, пов'язана з евакуацією морем частин Російської білої армії та громадянського населення, що їй співчувало з Криму. Корінним її відмінністю від евакуацій Одеси 1919 і 1920 року, Новоросійської евакуації було те, що в європейській частині Росії Білий рух більше не володів контрольованою територією і вихід здійснювався на чужину. У радянській історіографії часто представлялася як кінець громадянської війни (іноді з уточненням «у європейській частині Росії»). Військовослужбовці та громадянське населення, яке відмовилося чи не змогло залишити Крим, стало жертвами масового Червоного терору в Криму.

## Історія

### Евакуації 1919 року

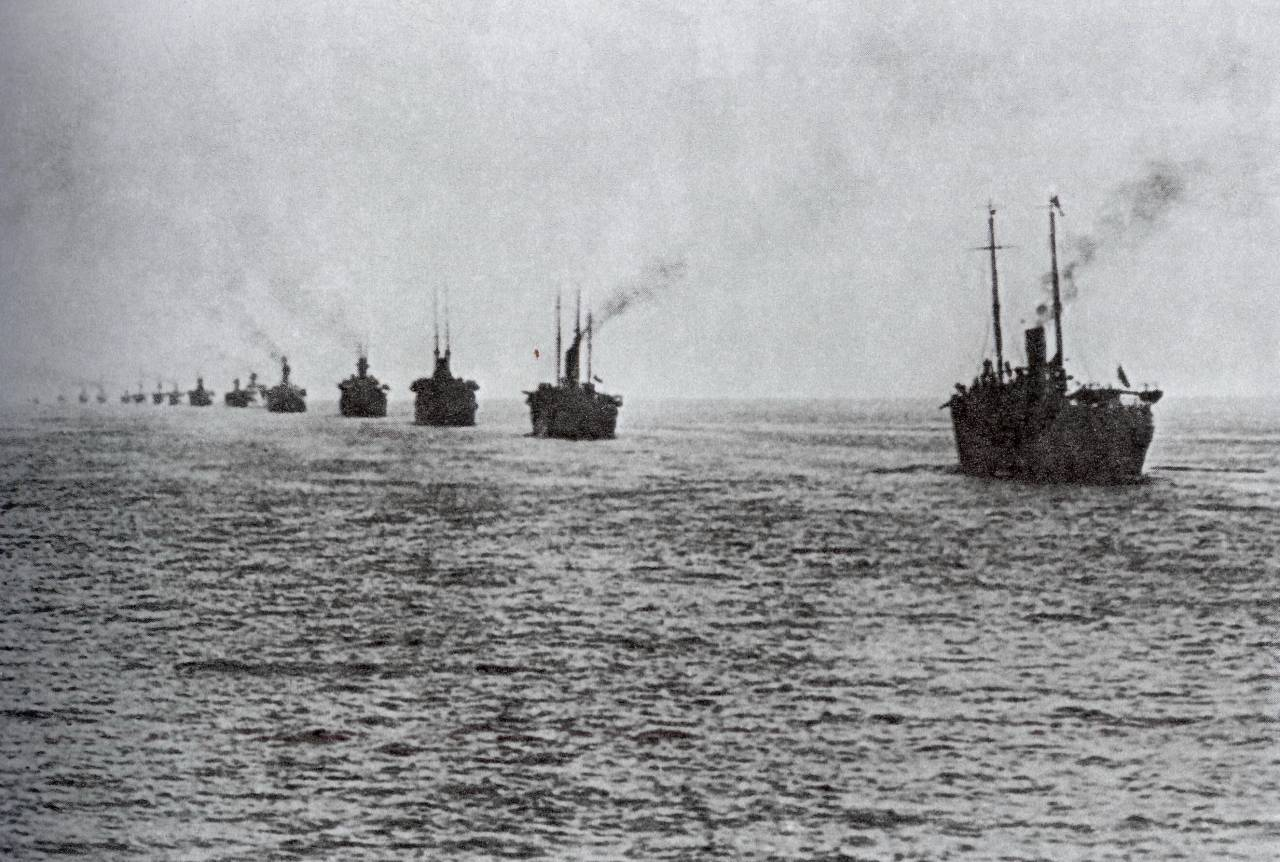
Евакуація Російської Армії із Криму

У ході заняття Криму Кримською радянською армією під командуванням Павла Дибенка у квітні 1919 р. війська Антанти (французи, греки) евакуювалися з Севастополя, забравши з собою кілька біженців, у тому числі частину діячів Другого кримського крайового уряду Соломона Крима. Білі частини відступили на Керченський острів і втримали його. Кримська соціалістична радянська республіка та її керівники Дмитро Ульянов, Павло Дибенко, Іван Назукін, Сулейман Ідрісов проводили відносно м'яку політику порівняно з безчинствами зими 1917—1918 рр. і змогли уникнути масового терору.

### Підготовка евакуації 1920 року
На відміну від 1919 року, 1920 р. Білий рух більше не мав контрольованих районів європейської Росії, а сили РККА посилилися багаторазово.
Необхідність евакуації назріла відразу після взяття більшовицькими військами Михайла Фрунзе Перекопського перешийка. 11 листопада командувач Південного фронту Фрунзе, прагнучи уникнути подальшого кровопролиття, звернувся до Врангеля по радіотелеграфу з пропозицією припинити опір і обіцянкою амністії тим, хто складе зброю. Володимир Ленін майже відразу відреагував на цей несанкціонований крок, телеграфувавши, що він «вкрай здивований непомірною поступливістю умов. Якщо противник прийме їх, треба реально забезпечити взяття флоту і невипуск жодного судна, якщо навіть противник не прийме цих умов, то, на мою думку, не можна більше повторювати їх і потрібно розправитися нещадно».
За твердженням деяких авторів, операція білих була заздалегідь опрацьована і спланована штабом генерала Петра Врангеля, тому її виконання пройшло на відносно високому рівні в порівнянні з тиснявою і панікою в Одесі та Новоросійську. Технічну підготовку кораблів та суден флоту очолював генерал-лейтенант флоту, інженер-механік Мстислав Єрмаков. 11 листопада 1920 року (за новим стилем) генерал Петро Врангель віддає наказ про евакуацію «всіх, хто поділяв з армією її хресний шлях, сімей військовослужбовців, чинів цивільного відомства, з їхніми сім'ями та окремих осіб, яким могла б загрожувати небезпека у разі приходу ворога». Відступна армія розбилася на дві групи: перша — у складі 1-го, 2-го армійських і кінного корпусу генерала Івана Барбовича рушила на Сімферополь і далі на Севастополь і Ялту, а друга — у складі 3-го армійського, Донського та Кубанського корпусів, 15-ї піхотної дивізії рушили до Керченського півострову та Феодосії.
Проте, за даними очевидців Якова Слащова та Володимира Оболенського, евакуація протікала досить безладно і навіть панічно: «Звичайно, не було повного порядку і при евакуації Севастополя»; «Евакуація протікала в жахливій обстановці безладдя та паніки».
У цей час виходить повідомлення уряду:
|  | «У зв'язку з оголошенням евакуації для охочих офіцерів, інших службовців та їхніх родин, уряд Півдня Росії вважає своїм обов'язком попередити всіх про ті тяжкі випробування, які очікують на тих, хто приїжджає з меж Росії. Нестача палива призведе до великої скупченості на пароплавах, причому неминуче тривале перебування на рейді і в морі. Крім того, абсолютно невідома подальша доля тих, хто від'їжджає, оскільки жодна з іноземних держав не дала своєї згоди на прийняття евакуйованих. Уряд Півдня Росії не має жодних коштів для надання будь-якої допомоги як у дорозі, так і надалі. Усе це змушує уряд радити всім тим, кому не загрожує безпосередня небезпека від насильства ворога, - залишитися в Криму». |

Багато хто залишився, у тому числі і не служив в армії Врангеля, пізніше став жертвами червоного терору в Криму.

Учасники Кримської евакуації
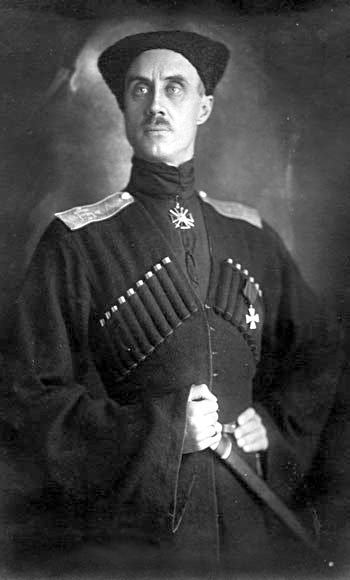
Петро Врангель, головнокомандувач Російської армії.
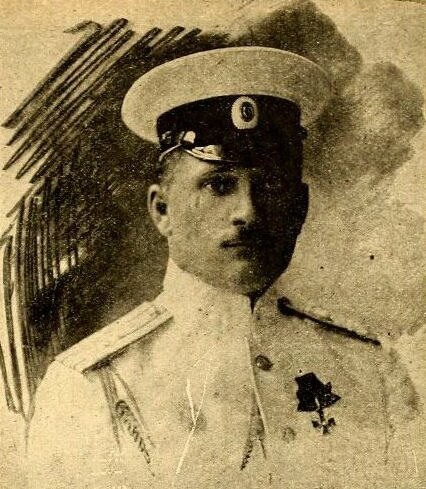
Віце-адмірал Михайло Кедров командувач Чорноморського флоту, командувач евакуацією.
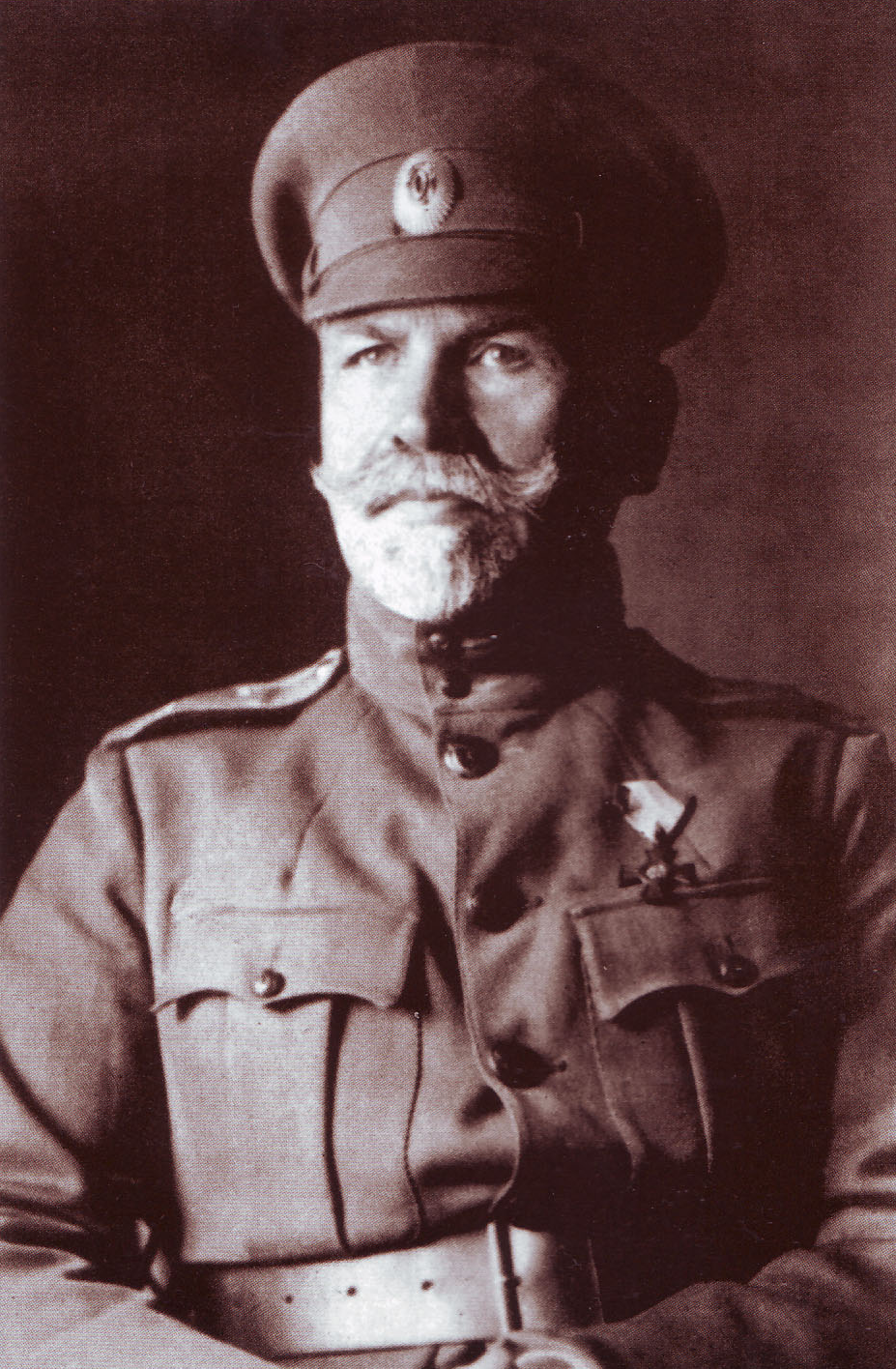
Генерал-лейтенант Федір Абрамов.
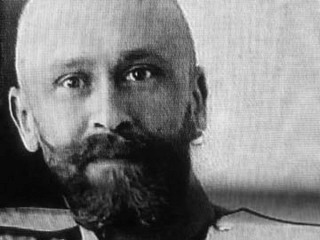
Генерал Микола Стогов, останній комендант Севастополя та начальник тилового району
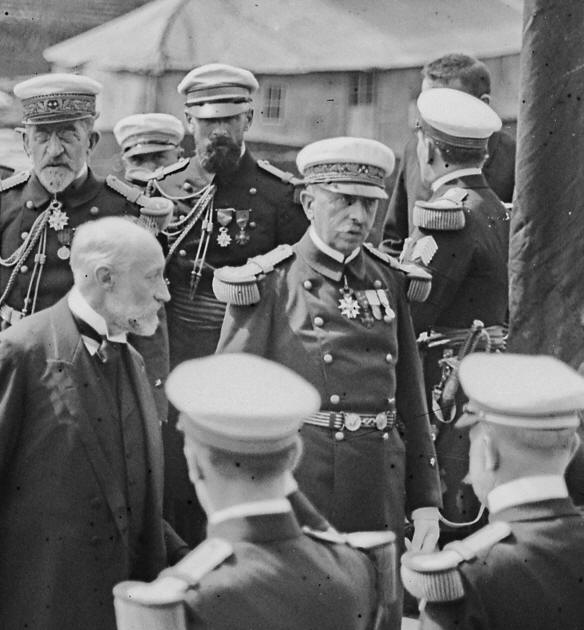
Шарль Анрі Дюменіль, контр-адмірал, командувач французької ескадри
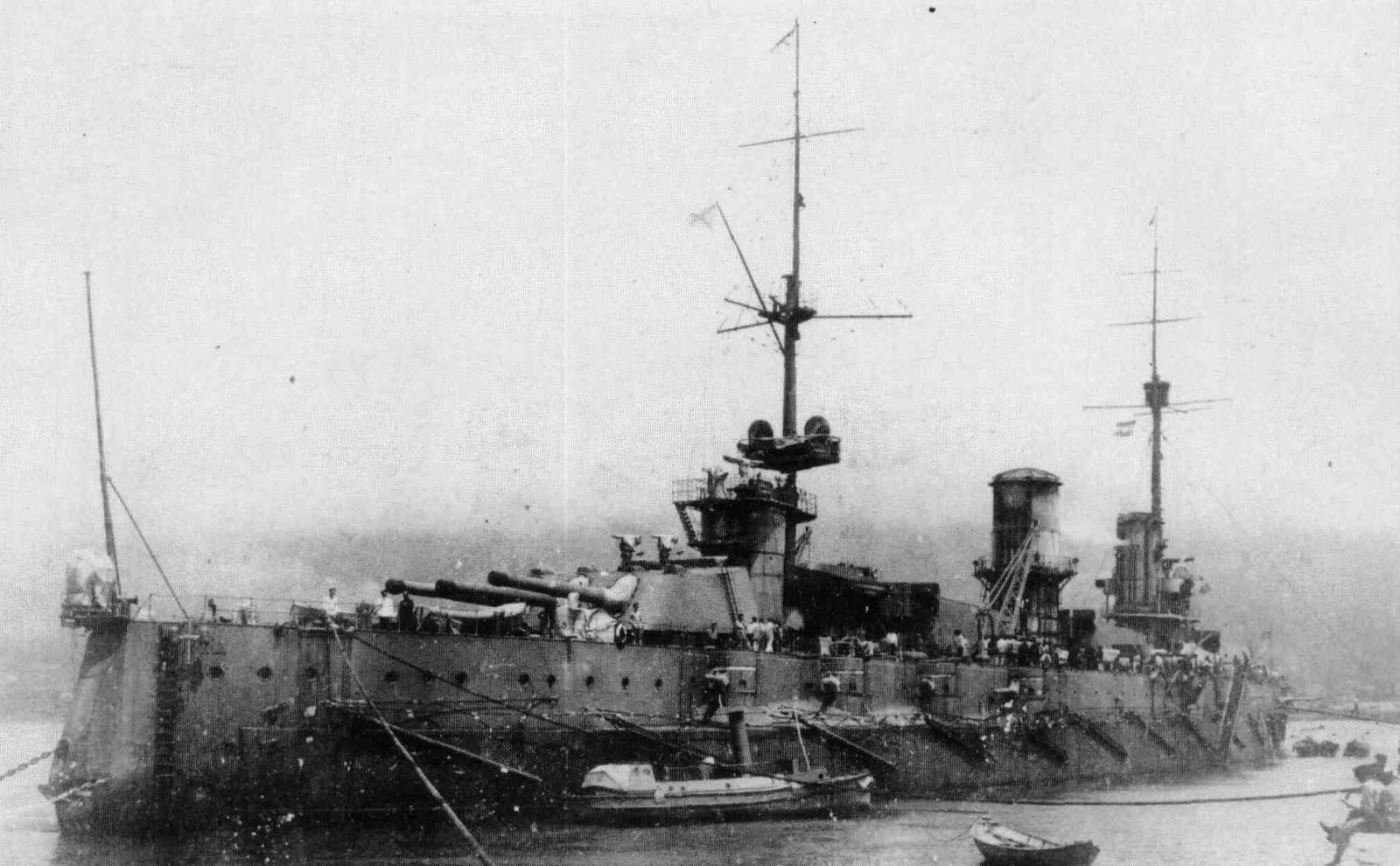
Флагман Російської ескадри лінкор "Генерал Алексєєв" (колишній "Імператор Олександр III").
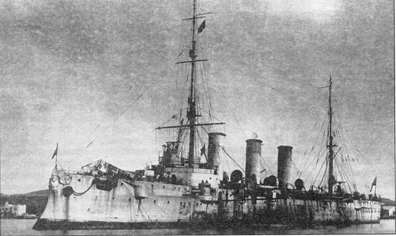
Флагман П. Н. Врангеля, крейсер " Генерал Корнілов " (колишній "Очаків").

### Перебіг евакуації
За час евакуації з портів Кримського півострова (Севастополь, Євпаторія, Керч, Феодосія, Ялта) вийшло 126 суден і суденчиків (дрібних катерів і буксирів, що йшли автономно або на буксирі), що вмістили в себе до 146 тисяч осіб, не рахуючи команд. В історичній літературі наводяться й інші цифри — із Севастополя евакуювалися 65 тисяч осіб на понад 80 судах, з Ялти майже 13 тисяч на 12 судах, із Феодосії майже 30 тисяч на 7 судах, із Керчі понад 32 тисячі осіб на 29 судах.
Частини Російської білої армії відірвалися від радянських військ. Червона армія увійшла до Севастополя, коли кораблі білих уже вийшли на рейд. За іронією долі в день евакуації із Севастополя генерал Врангель вручив корнілівцям, марківцям та дроздівцям нагородні Миколаївські прапори.

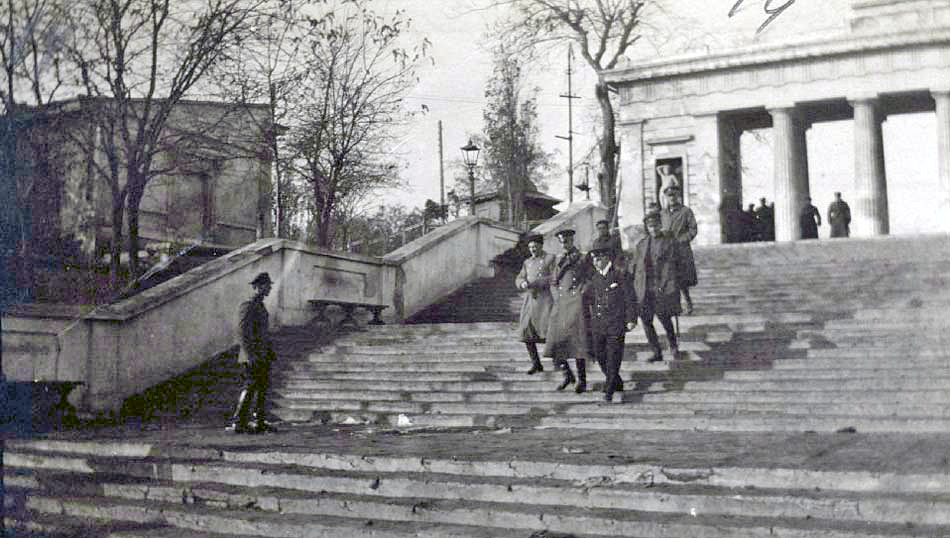
Петро Врангель востаннє спускається сходами Графської пристані в Севастополі. Листопад 1920 року

Вранці 14 листопада генерал Петро Врангель і командувач флотом адмірал Михайло Кедров обійшли на катері судна Севастополя, що вантажилися, навантаження яких майже закінчилося. Того ж дня судна із Севастополя стали виходити в море, а вранці 15 листопада прибули до Ялти. У Ялті навантаження також закінчилося і всі охочі були розміщені, а в місті «було повний спокій, вулиці майже порожні». О другій годині дня численні плавзасоби пішли на Феодосію. У Феодосії навантаження проходило менш вдало. 1-а кубанська дивізія генерала Дейнегі, не встигнувши завантажитися, пішла на Керч. З борту крейсера «Генерал Корнілов» Врангель посилає радіотелеграму генералу Федору Абрамову в Керч, наказуючи «будь-що-будь дочекатися і завантажити кубанців». Вранці 16 листопада по радіо було прийнято повідомлення від Абрамова: «кубанці та терці прибули до Керчі, посадка йде успішно».
14 та 15 листопада у Керчі спокійній обстановці йшла посадка на «Мрію», «Катеринодар», «Хоракс», «Поті», «Самару». За містом офіцери та квартир'єри Керченського гарнізону, зібрані в окремий батальйон, спеціально призначений для підтримки порядку під час навантаження, зустрічали відступаючі частини, вказували їм дорогу до пристані, повідомляли правила посадки. Завантажувалися кінні частини донських та кубанських козаків, місцевий гарнізон та тилові установи. Яскравим сонячним днем 16 листопада поринули останні патрулі юнкерів. У той самий час історик Федір Єлісєєв наводить у своїй книзі факти про залишення козаків у Керчі та Феодосії через погану організацію евакуації та недостатню кількість кораблів. Астраханські та терські козаки не встигли евакуюватися.
Безпеку евакуації забезпечував французький крейсер «Вальдек-Руссо», який йшов останнім разом зі штабом генерала Врангеля. Французькі представники, за спогадами Михайла Кедрова, Наполягали, щоб російські кораблі підняли французькі прапори, під заступництво якої країни і були віддані біженці, але росіяни відстояли право йти на чужину під Андріївськими прапорами.

### У Константинополі
На судна цієї російської флотилії, на іноземні кораблі і на тимчасово мобілізовані судна Добровільного флоту були посаджені війська, сім'ї офіцерів, частина населення кримських портів. За час переходу 15 листопада 1920 під час шторму в Чорному морі затонув тільки один міноносець «Живий» з 250 людьми на борту. Значна частина пасажирів залишила кораблі в окупованому Антантою Константинополі, поповнивши ряди білої еміграції, а армія була розміщена в таборі на острові Галліполі.
У спогадах про командувача флоту Петро Врангель писав, що:
|  | Кедров мав репутацію виключно розумного, рішучого та знаючого моряка. За особистого знайомства він справив на мене найкраще враження. Після певних вагань адмірал Кедров виявив згоду прийняти посаду. Цей вибір виявився надзвичайно вдалим. Безприкладна в історії винятково успішна евакуація Криму значною мірою завдячує своїм успіхом адміралу Кедрову. |

Після прибуття до Константинополя він довів Російську ескадру до Бізерти (Туніс). 31 грудня 1920 року здав командування контр-адміралу Михайлу Беренсу та виїхав до Парижа.
У період з 8 грудня 1920 року до лютого 1921 року флотилія, зведена в російську ескадру, перебазувалася в туніський порт Бізерту. На кораблях «російської ескадри», крім матросів та офіцерів флоту, знаходилося близько 5400 біженців, включаючи козаків, корніловців та технічні війська.
Збереглося кілька рідкісних фотографій моменту евакуації у Севастополі та Ялті.
У Константинополі цивільні біженці були розміщені в кількох таборах навколо міста і перебували під заступництвом Франції. Їхнє вивезення країнами Європи з Туреччини завершилося лише до 1923 року. Військові були роззброєні, потім зведені в три корпуси і вивезені далі на Галліполійський півострів, на острів Лемнос і в Чатталджі.

## У мистецтві
Перші автобіографічні та художні описи евакуації виникли серед російської еміграції першої хвилі. Багато хто в 1920—1930 роках був виданий в СРСР.
Володимир Маяковський писав у поемі «Добре» 1927 року.
П'єса Михайла Булгакова «Біг» (1926—1927) була розкритикована Йосипом Сталіним як «спроба виправдати білий рух» і за життя автора не ставилася незважаючи на заступництво Максима Горького (перша постановка в театрі вийшла у 1957 році), проте була поставлена п'єса під назвою «Дні Турбіних». У квітні 1929 року «Дні Турбіних» було знято з репертуару — автора звинувачували у міщанському та буржуазному настрої, пропаганді білого руху. За вказівкою Сталіна вистава була відновлена і увійшла до класичного репертуару театру.
Автобіографічне вірш козацького поета Миколи Туроверова «Ішли ми з Криму» було написано 1940 року.
Кримська евакуація показана в кількох радянських художніх фільмах: «Служили два товариші» режисера Євгена Карелова (1968) та «Біг» режисера Олександра Алова та Володимира Наумова (1970), «Береги в тумані» режисера Юлія Карасика (1985).
Події Кримської евакуації стали основою пісні Олега Газманова «Есаул».

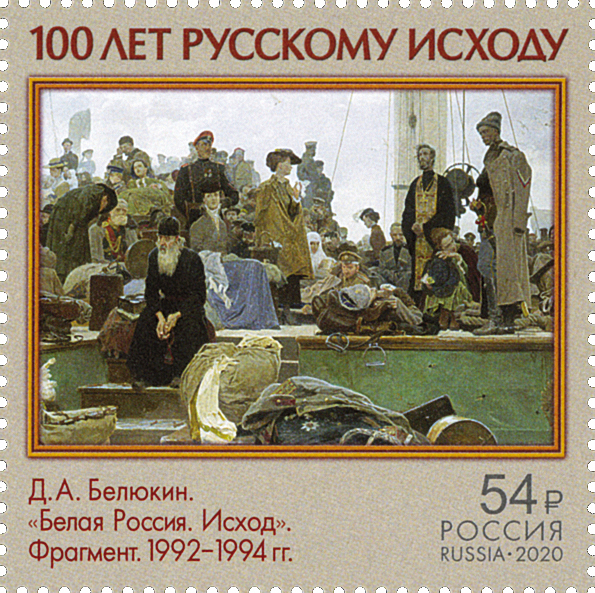
Поштова марка 2020 року. 100 років результату Російської Армії та закінчення Громадянської війни в європейській частині Росії. На поштовій марці зображено фрагмент картини Дмитра Белюкіна «Біла Росія. Вихід» (1992—1994 рр.).

## Пам'ять
У листопаді 1995 року на Графській пристані Севастополя було встановлено меморіальну табличку «На згадку про співвітчизників, змушених покинути Батьківщину в листопаді 1920 року».
На згадку про 90-річчя евакуації Російської білої армії з Криму в 2010 році Дроздівським Об'єднанням було випущено пам'ятну медаль.
До 100-річчя евакуації в окупованому Росією Севастополі обговорювалося спорудження пам'ятника примирення. Ідея активно просувалася і підтримувалася Олексієм Чалим та Російським історичним товариством. Назва «Пам'ятник примирення» викликала критику з різних сторін як представників радикально «правих», так і «лівих» сил.
Пам'ятник було відкрито навесні 2021 року у Севастополі на березі Карантинної бухти під назвою «Пам'ятник жертвам Громадянської війни».
Імовірно, останньою живою учасницею Кримської евакуації у світі була Тамара Крутікова. Вона померла 6 липня 2022 року в Новому Белграді, Белград, Сербія. На момент смерті їй виповнилося 110 років і 101 день.
|  |  |  |  |  |

|  |  |  |  |